# Fjórðungshóll (kulle i Island, Austurland)
Fjórðungshóll är en kulle i republiken Island. Den ligger i regionen Austurland, 300 km öster om huvudstaden Reykjavík. Toppen på Fjórðungshóll är 661 meter över havet.
Trakten runt Fjórðungshóll är nära nog obefolkad, med mindre än två invånare per kvadratkilometer. Det finns inga samhällen i närheten. Trakten runt Fjórðungshóll består i huvudsak av gräsmarker.